# Колонна Аркадия

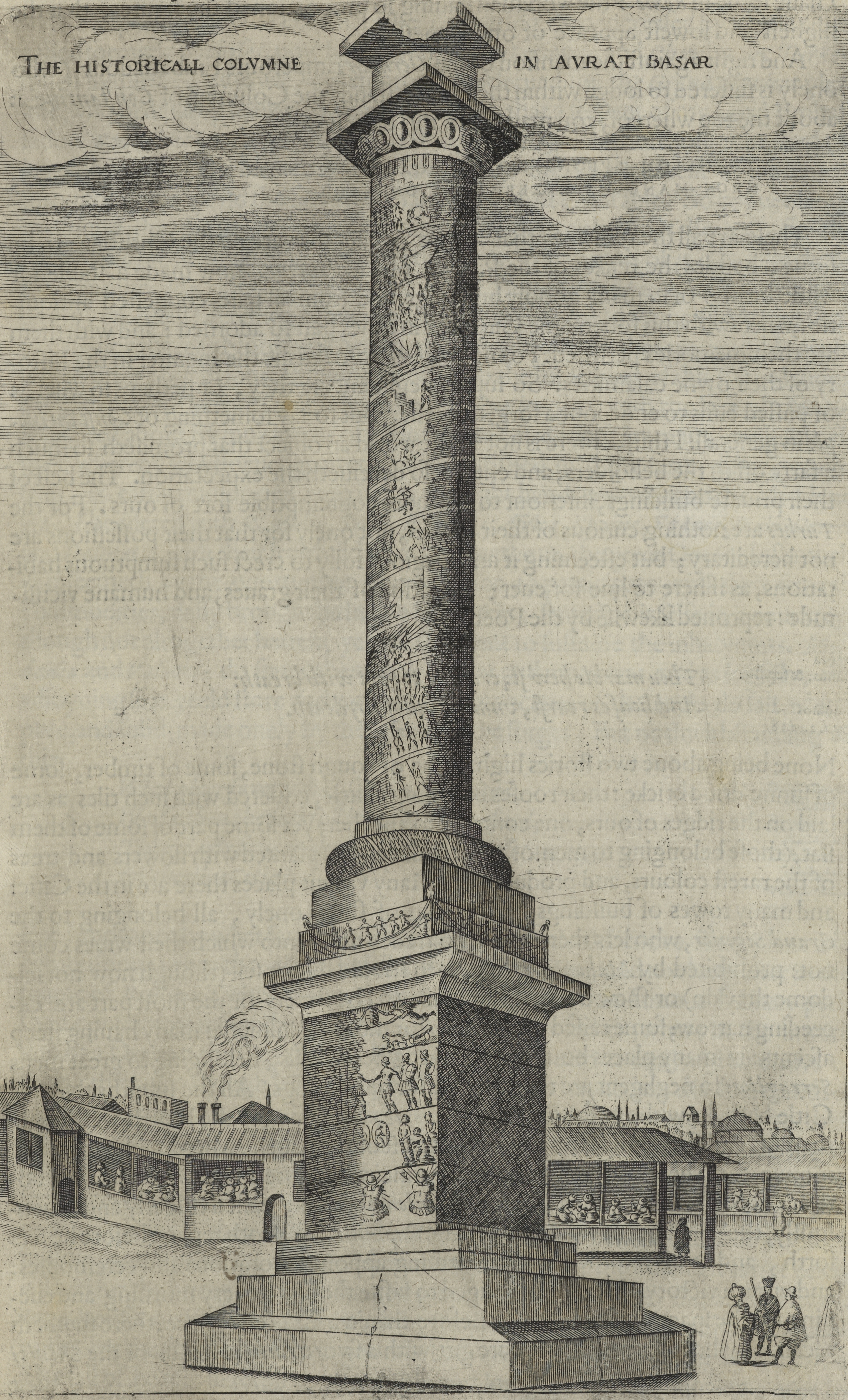
Колонна Аркадия

Колонна Аркадия — римская триумфальная колонна.
Строительство этой колонны было начато в 401 году на форуме Аркадия в Константинополе. Она должна была ознаменовать триумф Аркадия над восставшими готами полководца Гайны, которых победили в 400 году. Император умер в 408 году, но художественное оформление колонны было завершено только в 421 году при его преемнике Феодосии II. В 480 году статуя Аркадия рухнула с вершины колонны и была окончательно уничтожена землетрясением 704 года.
Колонна Аркадия была построена по мотивам таких триумфальных римских колонн, как колонна Траяна, колонна Марка Аврелия. Приблизительно в XVI или XVIII веке колонна, ослабленная землетрясениями и угрожавшая упасть, была демонтирована по указу турецкого правительства. Остался лишь массивный постамент, изготовленный из гранита, находящийся на ул. Хасеки Кадын (30 м. к северу от перекрестка с ул. Коджа Мустафапаша). 

## Примечания

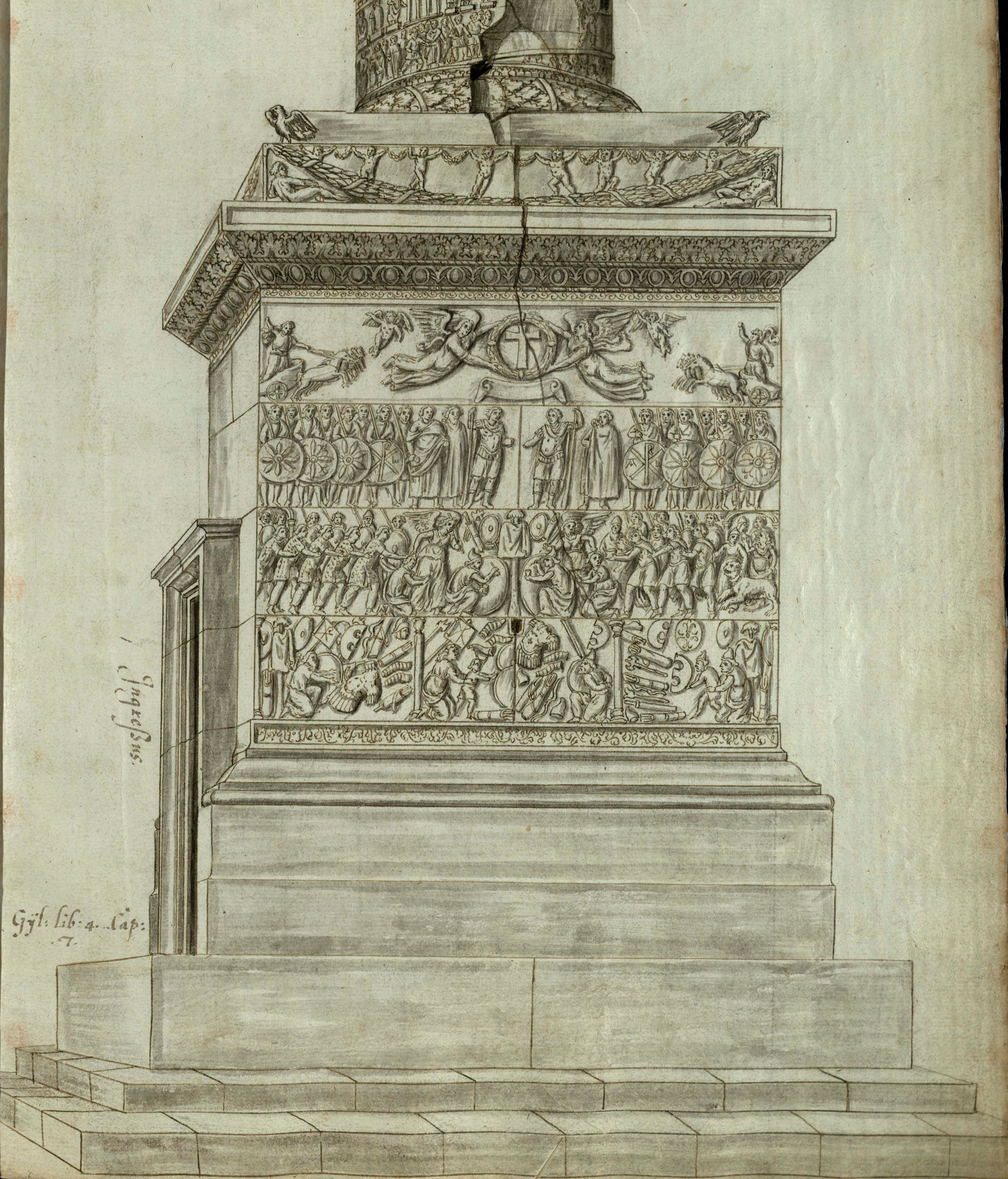
База колонны Аркадия (рисунок неизвестного немецкого автора, XVI век)